# Ботричелло
Ботричелло (італ. Botricello, сиц. Botricello) — муніципалітет в Італії, у регіоні Калабрія,  провінція Катандзаро.
Ботричелло розташоване на відстані близько 500 км на південний схід від Рима, 22 км на схід від Катандзаро.
Населення — 5207 осіб (2014).

## Демографія
Населення за роками:

Станом на 1 січня 2023 року в муніципалітеті офіційно проживало 427 іноземців з 27 країн, серед них 146 громадян країн Євросоюзу та 10 громадян України.

## Сусідні муніципалітети
- Андалі
- Белькастро
- Кропані